# Den sociala funktionsvariationsmodellen

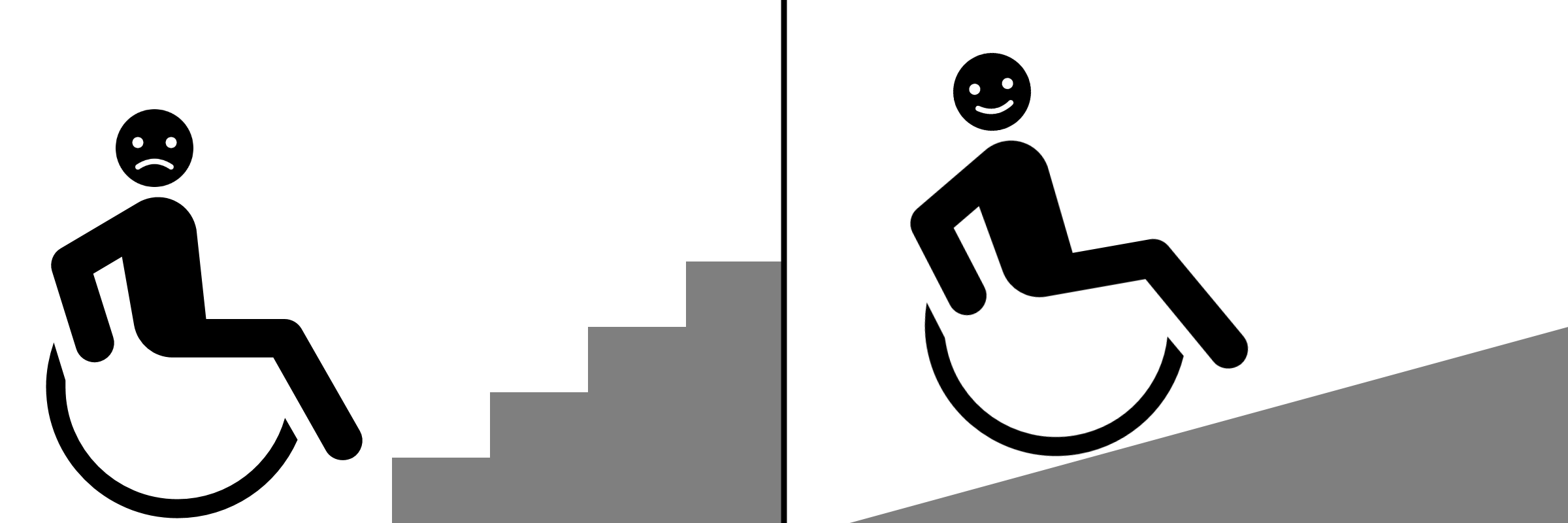
Ett exempel på den sociala funktionsvariationsmodellen. En rullstolsburen person kan ta sig fram fint genom att nyttja en ramp. Trappor kan bli knepigare.

Den sociala funktionsmodellen, den sociala modellen om funktionshinder  eller den sociala handikappmodellen, identifierar barriärer, nedsättande attityder och exklusion (avsiktlig eller oavsiktlig) som försvårar eller omöjliggör att funktionsnedsatta uppnår sin fulla potential. Den sociala funktionsmodellen avviker från den dominerande medicinska modellen. Enligt den medicinska modellens tänkande utgör kroppsliga sjukdomar eller skador grunden till funktionshinder och funktionsnedsättningar.  Kroppen betraktas som en maskin som ska anpassas för att överensstämma med vissa normativa värden. Den sociala modellen definierar funktionshinder som något som uppstår då samhället inte tillgodoser funktionsnedsatta med sociala och strukturella stöd.
Då en individ exempelvis är obenägen att gå upp för trappor så är den medicinska modellens målsättning att individen ska kunna gå upp för trapporna. Den sociala modellen försöker istället göra en sådan insats onödig då den istället yrkar på att anpassa samhället efter funktionsnedsatta personens behov, till exempel genom att ersätta trappan med en rullstolstillgänglig ramp. Enligt den sociala funktionsmodellen förblir personen funktionshindrad när det gäller att gå upp för trappor, men hindret är minimalt då personen kan ta sig fram utan att behöva sig upp för trappor. 
Även om fysiska, sensoriska, intellektuella eller psykologiska variationer kan orsaka begränsningar för människor, behöver dessa inte nödvändigtvis leda till att dessa begränsningar medikaliseras till följd av att samhället inte tar hänsyn till och inkluderar människor oavsett deras individuella skillnader.